# الأولاد الضائعون (فلم)
الأولاد الضائعون (بالإنجليزية: The Lost Boys) هو فيلم رعب أمريكي انتج في عام 1987، من قبل شركة وارنر برذرز، وهو من إخراج جويل شوماخر وبطولة كوري هيم وكيفر سثرلند، ويحكي الفيلم قصة أخوين ينتقلان مع أمهما للأقامة في كاليفورنيا وتتطور بهم الأحداث فيشتبكا بصراع مع عصابة من مصاصي الدماء الشبان، حقق الفيلم في أمريكا أرباحا بلغت 32 مليون دولار.

## مصدر
1. ↑  The Lost Boys (1987) - IMDb نسخة محفوظة 11 يناير 2018 على موقع واي باك مشين.

## روابط خارجية
- مقالات تستعمل روابط فنية بلا صلة مع ويكي بيانات